# Stolberg (Rijnland)
Stolberg is een stad in de Duitse deelstaat Noordrijn-Westfalen, gelegen in de Stadsregio Aken. De stad telt 56.377 inwoners (31 december 2020) op een oppervlakte van 98,50 km².
Stolberg bestaat uit 17 stadsdelen: Atsch, Breinig, Breinigerberg, Büsbach, Donnerberg, Dorff, Gressenich, Mausbach, Münsterbusch, Oberstolberg, Schevenhütte, Unterstolberg, Venwegen, Vicht, Vicht-Breinigerberg, Werth en Zweifall.
Kleine officiële stadsdelen zijn Mühle, Velau, Steinfurt, Duffenter en Birkengang am Donnerberg, die Hamm en Kohlbusch bei Atsch alsook de kernen van de stadsdelen (Liester tussen Büsbach en Münsterbusch; in Büsbach der Bauschenberg; in Breinig Breinigerheide; in Gressenich Buschhausen; in Mausbach Fleuth, Krewinkel en Diepenlinchen; in Vicht Münsterau en Stollenwerk; in Zweifall Finsterau).
In Stolberg woonden eeuwenlang veel koperslagers. Zij verwerkten zinkerts uit het Belgische Kelmis en koper tot messing. In Museum Vieille Montagne in Kelmis komt de geschiedenis van de winning en deze handel aan bod.

## Partnerstad
- Valognes

## Geboren in Stolberg
- Heinz Bennent (1921-2011), acteur
- Ronny Claes (1957), Belgisch wielrenner
- Faton Popova (1984), voetballer

## Afbeeldingen

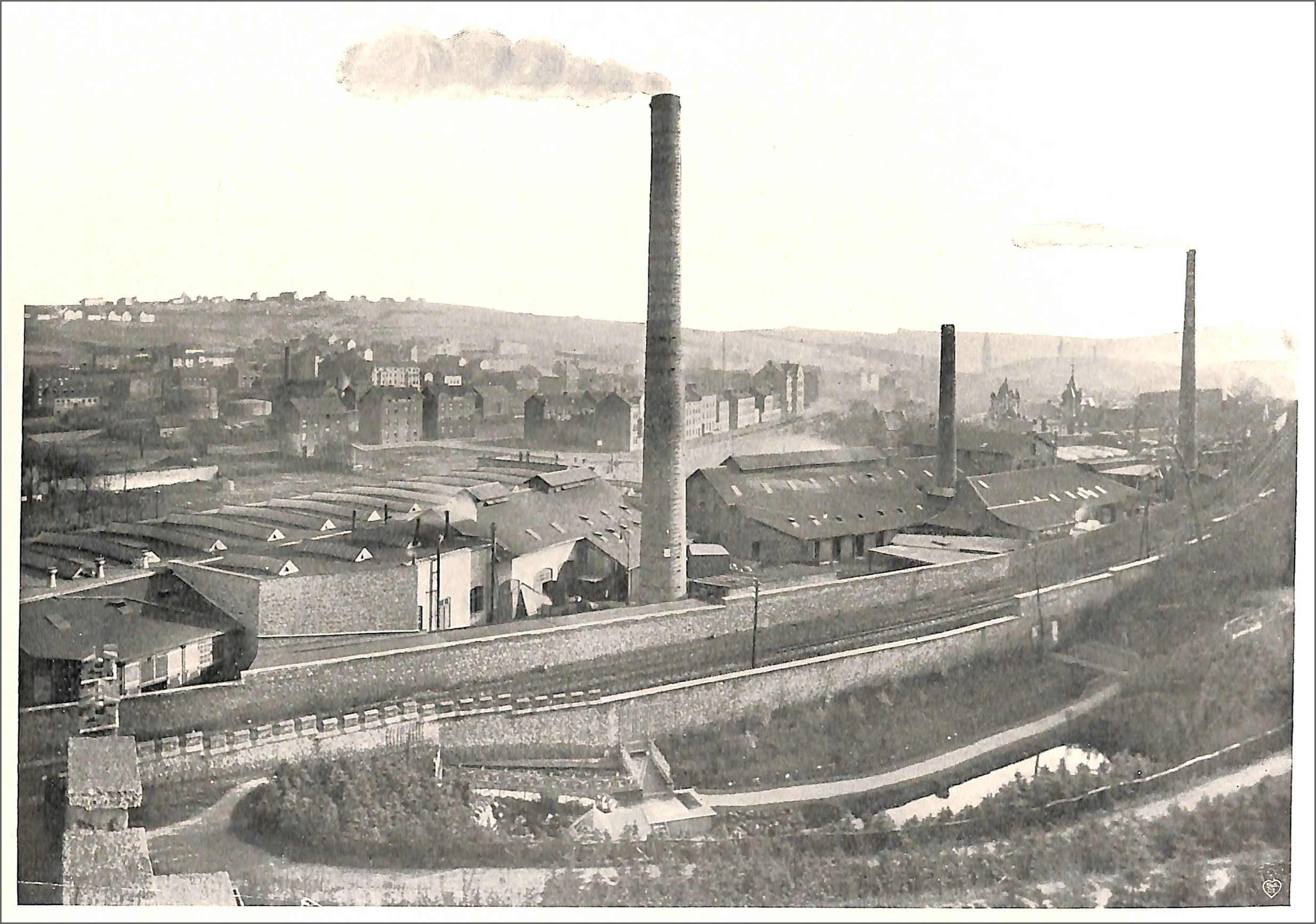
Industriestad Stolberg in 1913
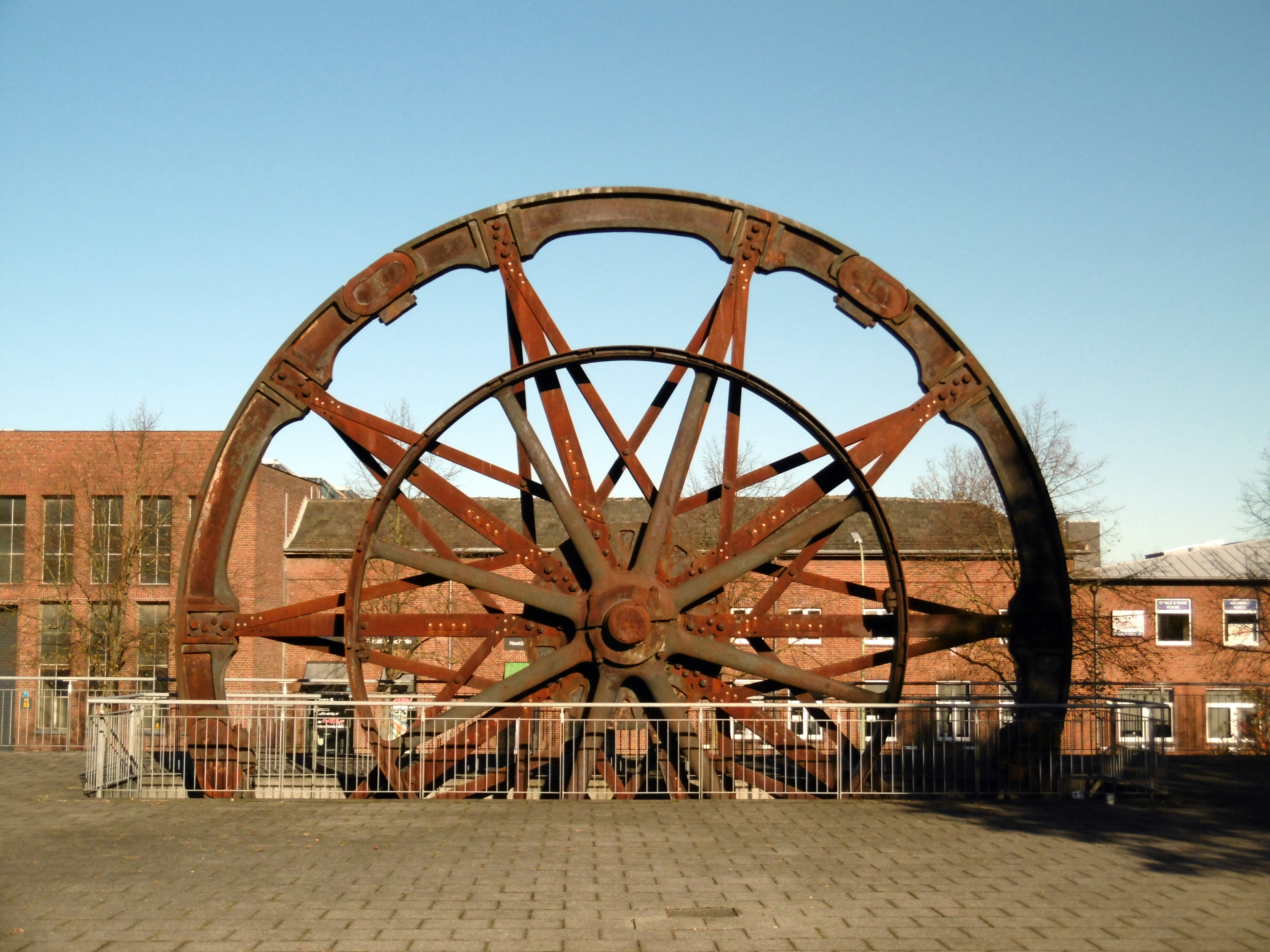
Museum Zinkhütter Hof
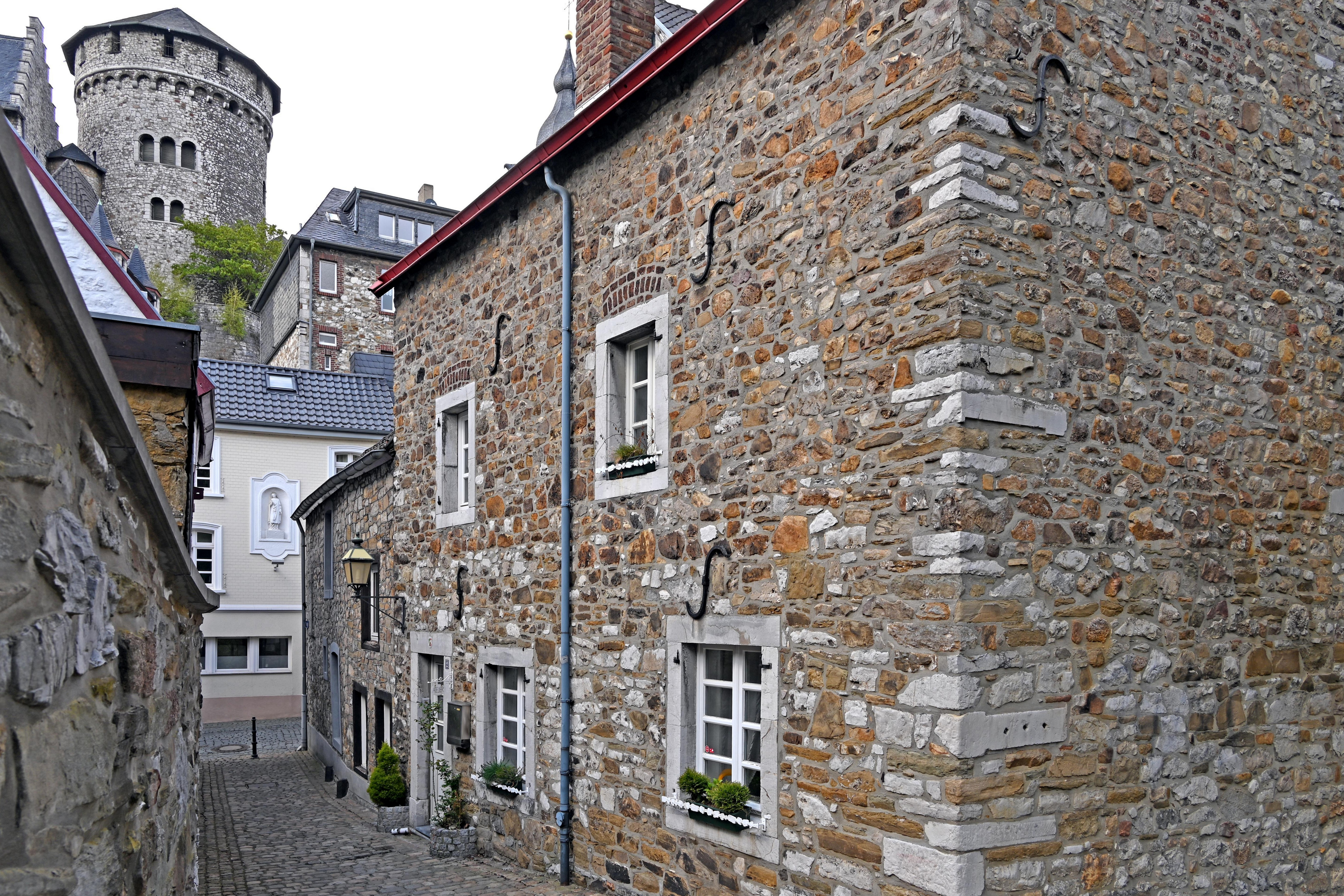
Oude binnenstad
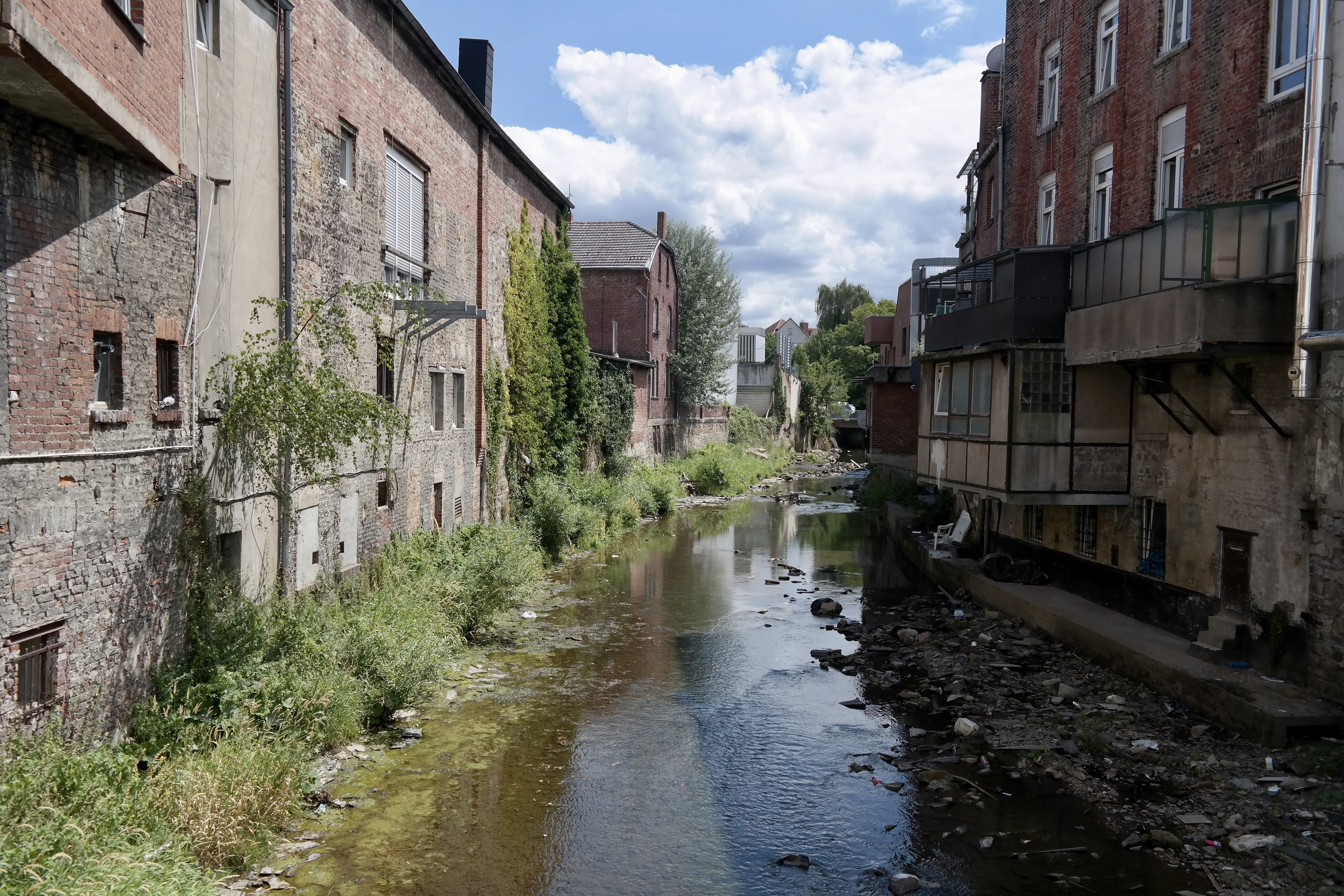
Zicht op de Vichtbach
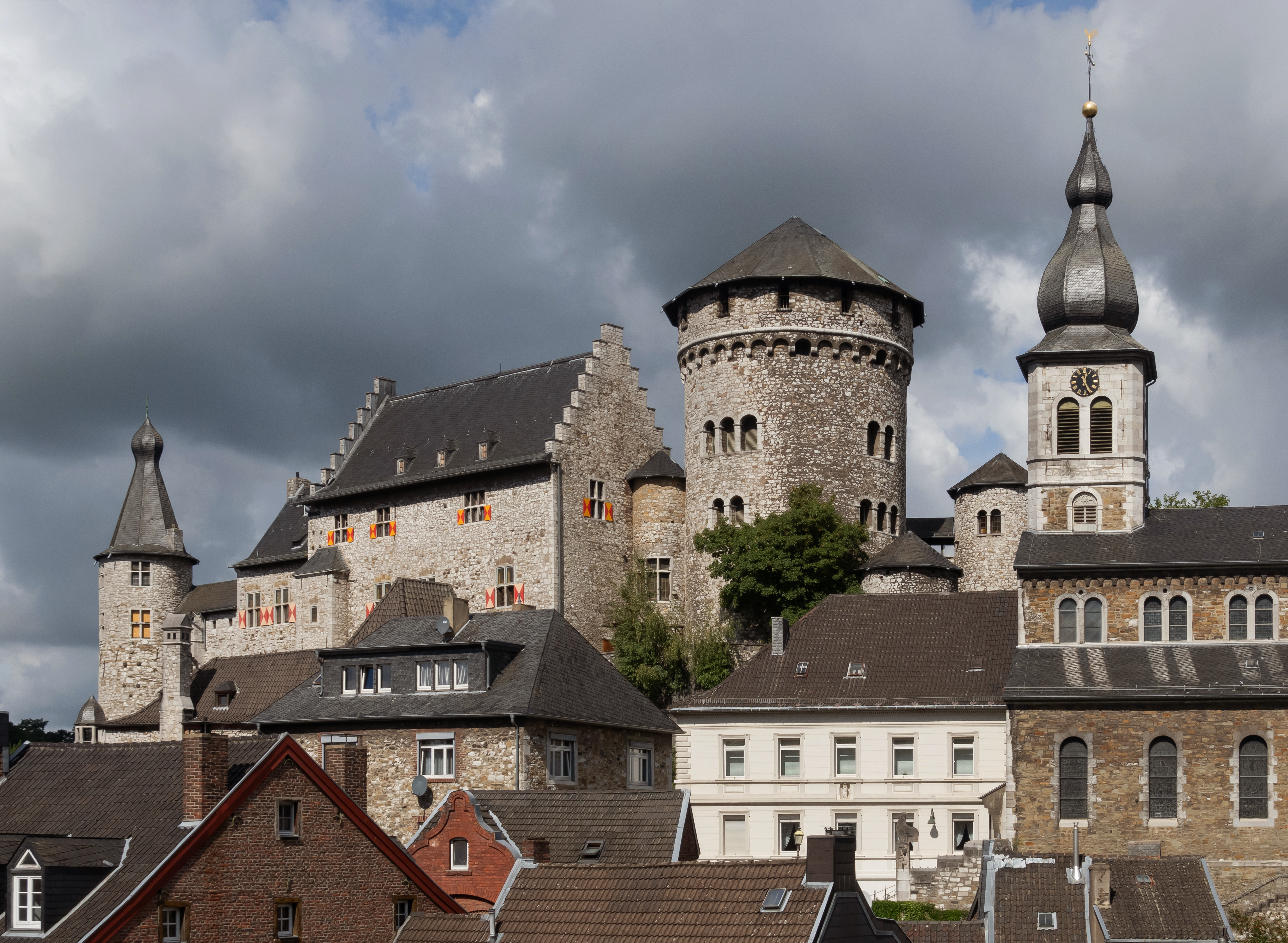
De Stolberger burcht
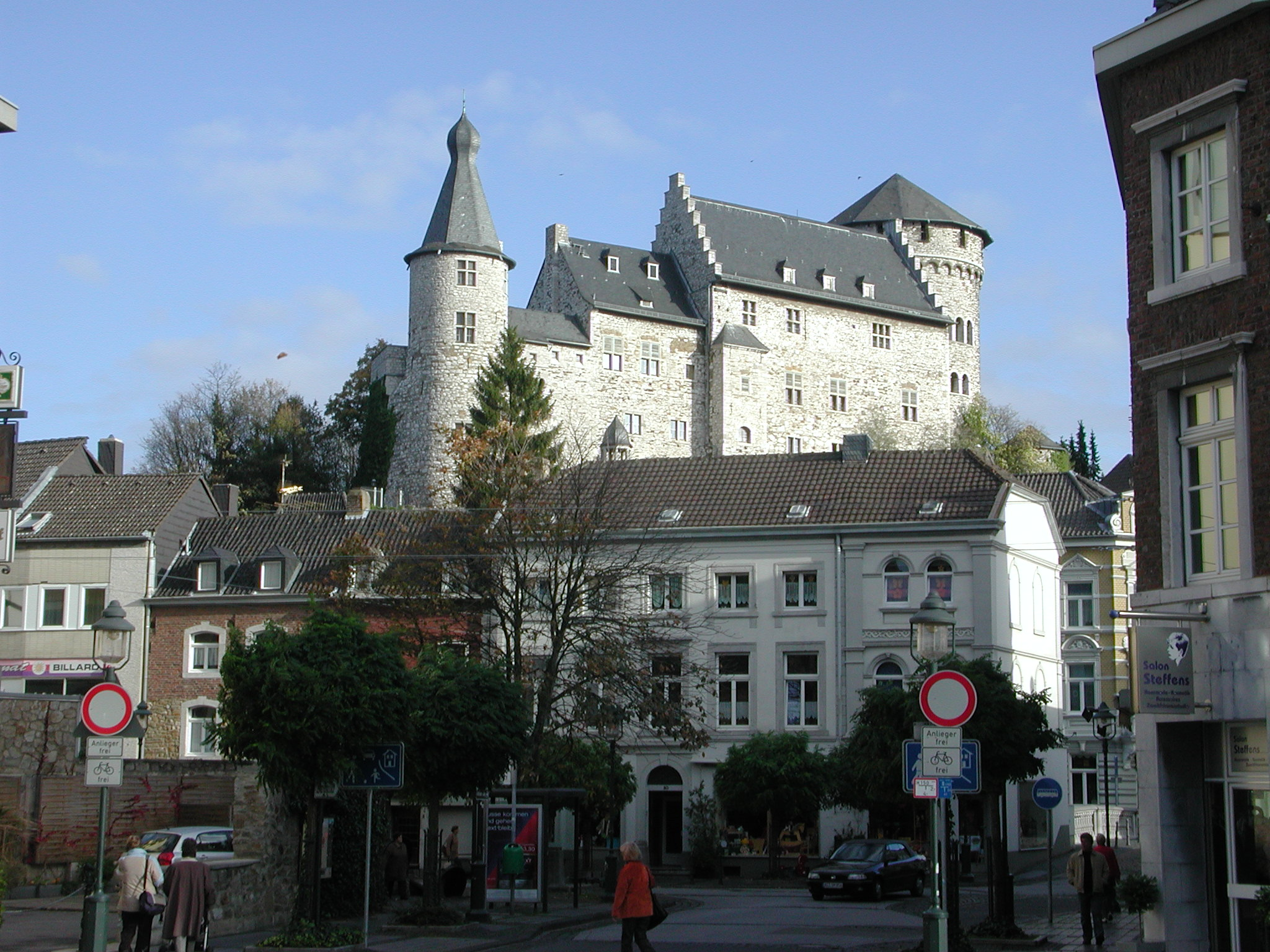
De Stolberger burcht
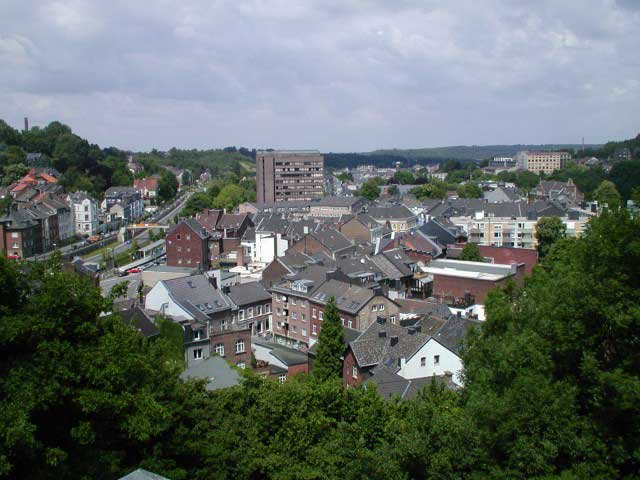
Zicht op Stolberg
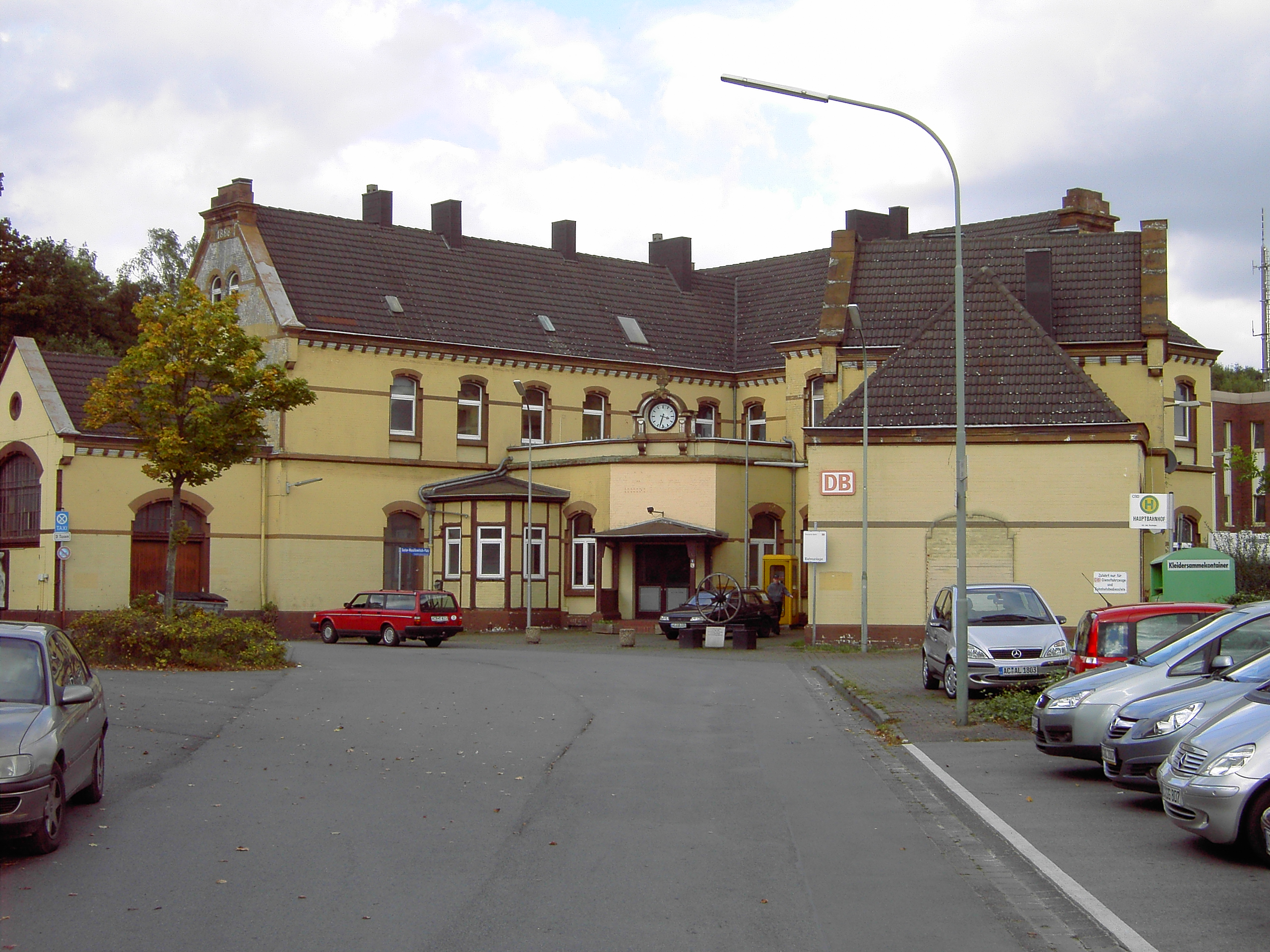
Station
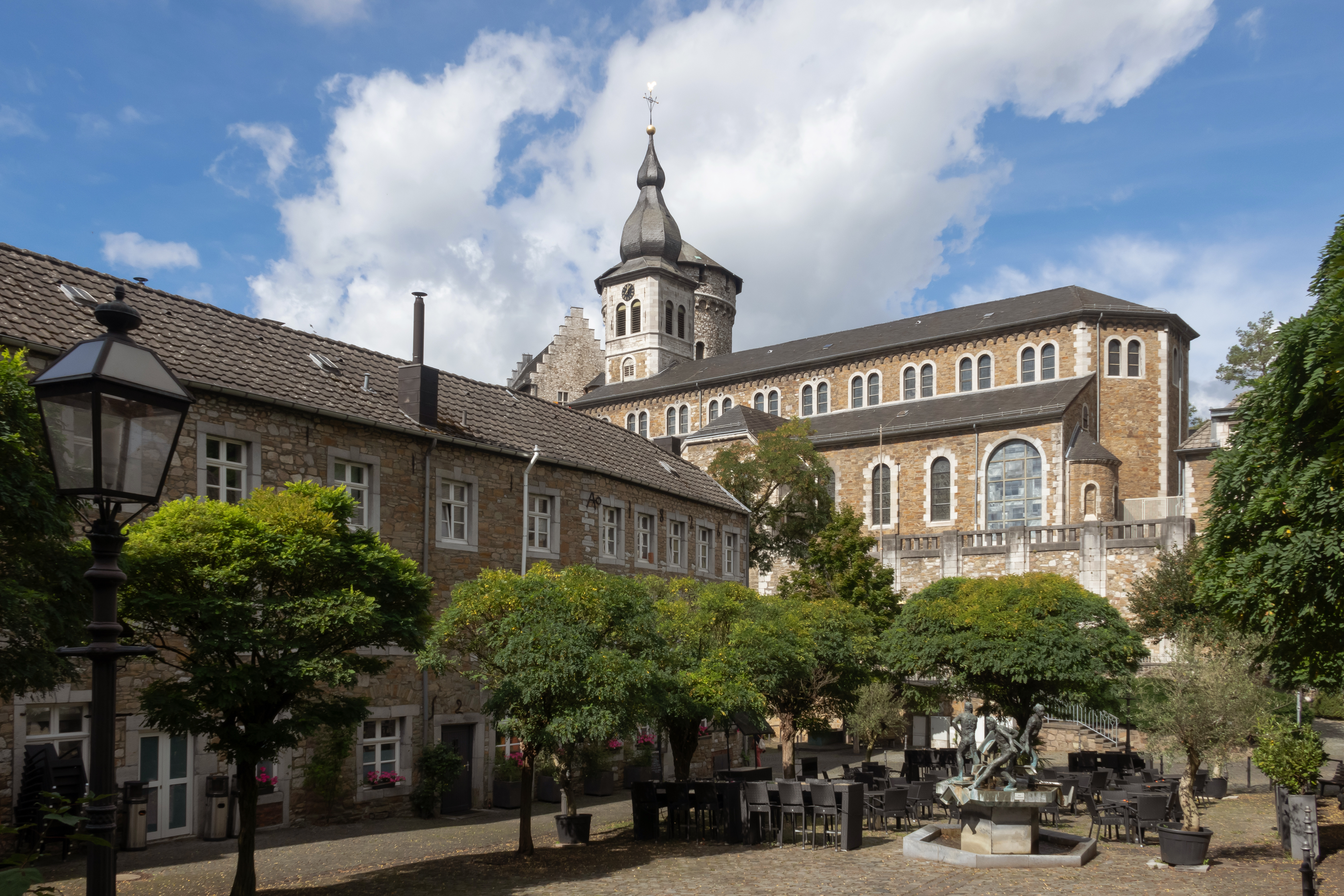
Katholieke kerk: Pfarrkirche Sankt Lucia vanaf de Alten Markt
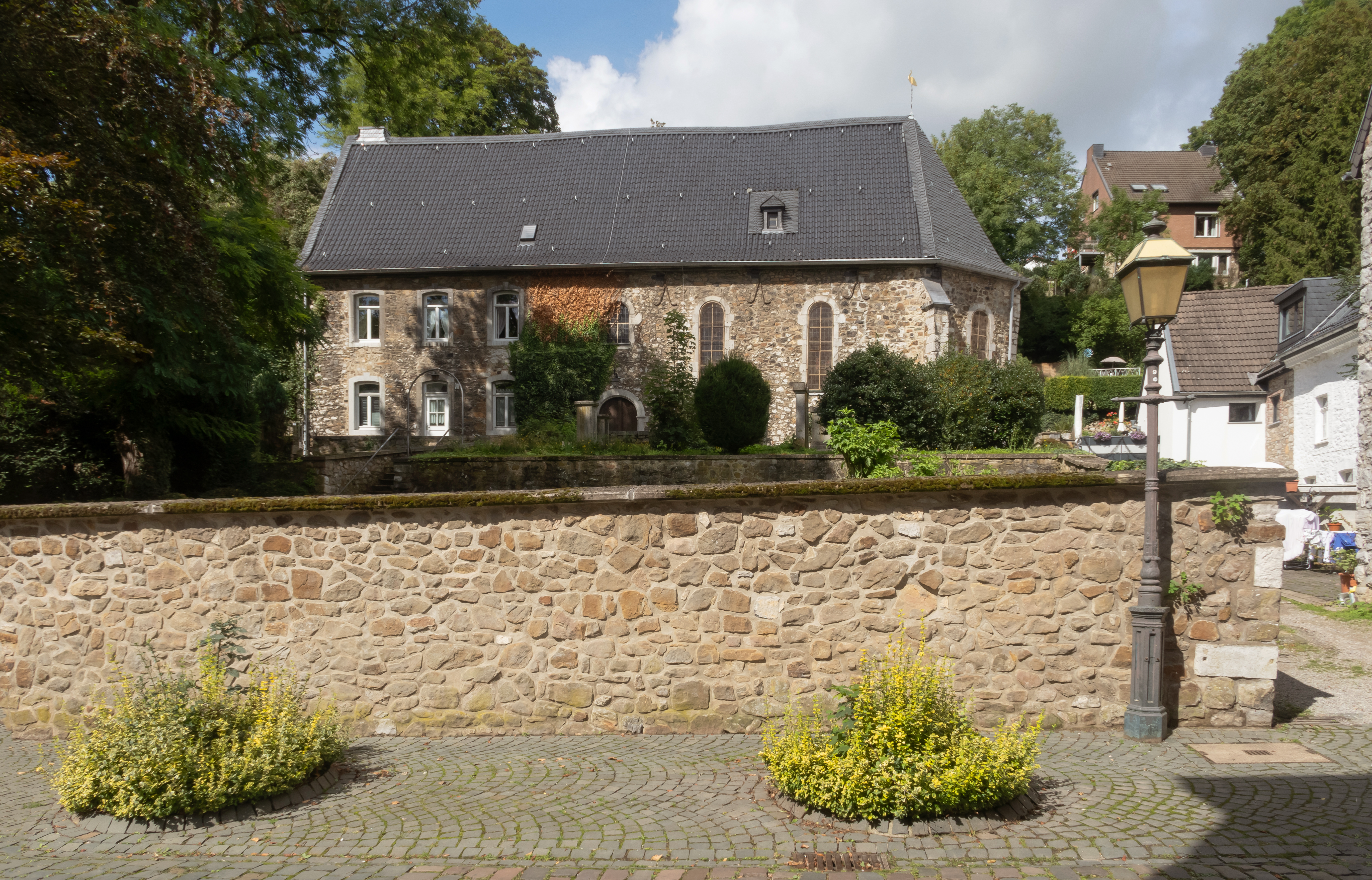
Kerk: Vogelsangkirche

Aken · Alsdorf · Baesweiler · Eschweiler · Herzogenrath · Monschau · Roetgen · Simmerath · Stolberg · Würselen